# Brocheuse

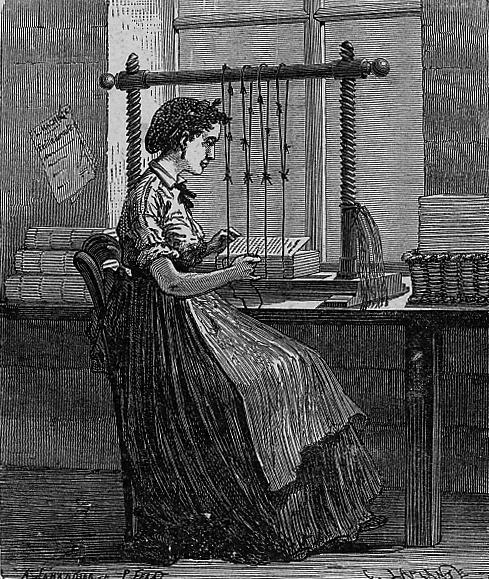
Brocheuse devant son cousoir, XIXe siècle

Le brocheur, ou plus souvent la brocheuse, est celui ou celle qui broche un livre, c'est-à-dire qui assemble, plie et coud les feuilles du livre et recouvre celui-ci d'un papier préparé pour cet usage. Ce corps de métier à part entière disparaît progressivement avec la mécanisation des tâches de reliure, au début du XXe siècle. Par la suite le brochage est absorbé par le métier de relieur et ne représente plus qu'une étape du processus de reliure. 
Cependant le terme de brocheuse n'a pas été abandonné avec la disparition de ce métier de tradition puisque, dans son acception moderne, la brocheuse qualifie une machine qui automatise la réalisation de documents brochés, tels que des livres, des brochures, des chéquiers, etc. La brocheuse moderne réalise plusieurs étapes simultanées: elle façonne le dos du livre, l'enduit de colle, pose une couverture.
Enfin, les agrafeuses portent aussi parfois le terme technique de brocheuse.

Dans le domaine de l'usinage, la brocheuse est aussi une machine-outil permettant de réaliser le brochage de pièce.